# Puymirol
Puymirol – miejscowość i gmina we Francji, w regionie Nowa Akwitania, w departamencie Lot i Garonna.
Według danych na rok 1990 gminę zamieszkiwało 777 osób, a gęstość zaludnienia wynosiła 40 osób/km² (wśród 2290 gmin Akwitanii Puymirol plasuje się na 533. miejscu pod względem liczby ludności, natomiast pod względem powierzchni na miejscu 552.).